# Zagloba satana
Zagloba satana är en skalbaggsart som beskrevs av Gordon 1985. Zagloba satana ingår i släktet Zagloba och familjen nyckelpigor. Inga underarter finns listade i Catalogue of Life.